# La Düsseldorf
La Düsseldorf foi uma banda alemã, fundada pelo baterista dos grupos Kraftwerk e Neu!, e multi-instrumentista Klaus Dinger, como seu irmão Thomas Dinger e Hans Lampe. La Düsseldorf foi formada depois da dissolução do Neu! após o lançamento do álbum Neu! '75. Eles lançaram uma série de álbuns de sucesso (com vendas totalizando mais de um milhão de cópias) durante os anos 70 e início dos anos 80 e foram considerados altamente influente pelos gostos de Brian Eno e David Bowie, com Bowie indo tão longe a ponte de chamar La Düsseldorf de "a trilha sonora da década de oitenta".

## Discografia

### Álbuns
- 1976: La Düsseldorf (Teldec Records)
- 1978: Viva (Teldec Records)
- 1981: Individuellos (Teldec Records)
- 2006: Mon Amour (Warner)

### Singles
- 1976: Silver Cloud/La Düsseldorf (Teldec Records)
- 1978: Rheinita/Viva (Teldec Records)
- 1980: Dampfriemen/Individuellos (Teldec Records)
- 1983: Ich liebe Dich, Teil 1/Ich liebe Dich, Teil 2 (Teldec Records)
- 1978: Rheinita/Viva (Teldec Records)
- 1980: Dampfriemen/Individuellos (Teldec Records)
- 1983: Ich liebe Dich/Koksknödel (Teldec Records)

### Oficiais
- La Düsseldorf Página Oficial
- Gawl: biografia de Klaus Dinger

### Informações
- La Düsseldorf (em inglês) no AllMusic
- La Düsseldorf (em inglês) no Discogs
- Discografia de La Düsseldorf no MusicBrainz
- La Düsseldorf no Myspace
- La Düsseldorf no Last.fm